# Quadratsäure
Die Quadratsäure ist ein Abkömmling des Cyclobutens, gehört zur Gruppe der Oxokohlenstoffe und ist verwandt mit der Semiquadratsäure (Moniliformin), dem sauersten bekannten Naturstoff. Die Salze der Quadratsäure heißen Quadratate.

## Darstellung
Die erste Darstellung von Quadratsäure erfolgte durch Umsetzung von Chlortrifluorethylen mit Zink. Das dabei entstehende Perfluorcyclobuten wird in Ethanol zu 1,2-Diethoxy-3,3,4,4-tetrafluor-1-cyclobuten umgesetzt. Durch saure Hydrolyse entsteht schließlich die Quadratsäure.
Weniger umständlich und kostengünstiger ist die industrielle Herstellung der Quadratsäure aus dem als Destillationsrückstand bei der Herstellung von Diketen anfallenden Triketen (3-Acetoxy-2-cyclobuten-1-on). Bei dessen Halogenierung, z. B. mit Brom, entsteht fast quantitativ (96 % Ausbeute) das Tribromierungsprodukt (2,2,4-Tribrom-3-hydroxy-2-cyclobuten-1-on), das mit konzentrierter Schwefelsäure direkt zum Zielprodukt (85 % Ausbeute) reagiert.

## Eigenschaften
Der Name Quadratsäure ist eigentlich nicht korrekt, da die vier Kohlenstoffatome aufgrund unterschiedlicher C–C-Bindungslängen kein Quadrat bilden. In kristallinen Zustand ordnen sich die planaren C4O4-Untereinheiten über Wasserstoffbrückenbindungen zu einer ebenen Schicht an.
Die hohe Acidität (pKs1 = 1,5, pKs2 = 3,4) der Quadratsäure lässt sich, ähnlich wie z. B. bei der Delta-, Krokon- oder der Rhodizonsäure, durch Resonanzstabilisierung des Anions erklären. Das Dianion der Quadratsäure ist völlig symmetrisch gebaut und zeigt keine unterschiedlichen C–C- bzw. C–O-Bindungslängen:
Ebenso wie bei den Anionen der anderen oben erwähnten Säuren (Oxokohlenstoffe) handelt es sich um ein aromatisches System mit 2 π-Elektronen.

## Verwendung

### Salze der Quadratsäure
Quadratsäure bildet Salze, die so genannten Quadratate, u. a. mit komplexen Übergangsmetallionen und zinnorganischen Verbindungen, wie z. B.
- Quadratsäure wurde als Baustein zur Synthese von neuen Poly-alkoxo-oxometallat-Derivaten, wie z. B. dem K4[VIV12O12(OCH3)16(C4O4)6] eingesetzt. Dazu wurde ortho-Vanadinsäuremethylester mit Quadratsäure und Kaliumhydroxid unter Solvothermalbedingungen umgesetzt.
- Auch zur Darstellung neuer Organozinnverbindungen wurde Quadratsäure verwendet. So gelang 2004 durch Umsetzung von Trimethylzinnchlorid, Tributylzinnchlorid bzw. Dimethylzinndichlorid mit Dinatriumquadratat die Synthese von Bis(trimethyl)-, Bis(tributylzinn)- bzw. Dimethylzinnquadratat.

### Derivate der Quadratsäure
Quadratsäure verhält sich wie eine starke dibasische Carbonsäure, vergleichbar in ihrer Acidität mit Oxalsäure. Mit Alkoholen, wie z. B. n-Butanol reagiert Quadratsäure zu dem Diester Quadratsäuredibutylester (engl. squaric acid dibutylester SADBE), mit Thionylchlorid entsteht das Säurechlorid Dichlorcyclobutendion, das sich leicht in die entsprechenden Ester und Säureamide überführen lässt.
Das bei der Reaktion des Diesters mit Aminen zunächst gebildete Esteramid kann gezielt zum symmetrischen (R1=R2) oder unsymmetrischen (R1≠R2) Diamid umgesetzt werden.
Aufgrund seiner hohen Acidität eignet sich Quadratsäure als saurer Katalysator für Kondensationsreaktionen, wie z. B. bei der Synthese von tricyclischen Dihydro-Perimidinen und Perimidinen, die einfach aus der Pigmentvorstufe 1,8-Diaminonaphthalin zugänglich und wegen ihrer vielseitigen medizinischen und technischen Anwendungen interessant sind.
Wichtigste Verwendung von Quadratsäure ist als Ausgangsstoff für die Synthese von photoleitenden Squarainen, die in Xerographie und Elektrochemilumineszenz, sowie als wirksame Absorber-Emitter im Nahinfrarot-(NIR)-Bereich eingesetzt werden.

### Medizinische Anwendungen der Quadratsäure
Mit der Quadratsäure können Warzen behandelt werden. Bei der als Immuntherapie genannten Behandlung wird zuerst eine irritative Konzentration (2–3%ige Lösung in Aceton) aufgebracht. Wenn eine immunologische Reaktion auftritt, kann die Warze mit wesentlich niedriger konzentrierten Lösung behandelt werden.
Neben Diphenylcyclopropenon (DPCP) wird Quadratsäuredibutylester (SADBE) zur Behandlung des Haarausfalls eingesetzt. Im Rahmen einer topischen Immuntherapie bei therapieresistenter Alopecia areata bzw. Alopecia totalis erfolgt eine gezielte Kontaktsensibilisierung der Kopfhaut mit verdünnter Quadratsäurelösung.
Der Einsatz von Quadratsäure als Linker zwischen Targetstrukturen und Chelatoren für den Einsatz in der molekularen Bildgebung ist Gegenstand aktueller Forschung.

### Polyamide mit Quadratsäure
Im Arbeitskreis von Georg Manecke wurden Polyamide mit Quadratsäure bzw. Quadratsäureestern als Dicarbonsäurekomponente synthetisiert. Dazu wird das zunächst analog zum AH-Salz für Nylon 6,6 gebildete Quadratsäure-Diaminsalz in Ameisensäure als Lösungsmittel unter Stickstoff und anschließend unter Vakuum erhitzt. Die erhaltenen Polymere sind farblos bis schwach gelb und außerordentlich temperaturstabil (Schmelzpunkt > 350 °C). Mit Quadratsäure als Disäure werden vorwiegend 1,3-, mit Quadratsäureestern bevorzugt 1,2-Polyamide gebildet.
Quadratsäure-1,3-Polyamide haben bisher keine kommerzielle Anwendungen gefunden.